# Bubalus quarlesi
Anoa de montagne
Espèce
Statut de conservation UICN

 EN C1+2a(i) : En danger
Synonymes
- Anoa quarlesi (protonyme)

Statut CITES
L'Anoa des montagnes, ou Anoa de Quarle, (Bubalus quarlesi) est une espèce de bovidés vivant dans les montagnes de Sulawesi, en Indonésie.